# Halichoeres chrysotaenia
Halichoeres chrysotaenia là một loài cá biển thuộc chi Halichoeres trong họ Cá bàng chài. Loài này được mô tả lần đầu tiên vào năm 1853.

## Từ nguyên
Từ định danh chrysotaenia được ghép bởi hai âm tiết trong tiếng Hy Lạp cổ đại: khrūsós (χρῡσός; "vàng") và tainía (ταινία; "dải sọc"), hàm ý đề cập đến các đường sọc màu vàng cam dọc theo chiều dài cơ thể của cá cái.

## Phân loại học

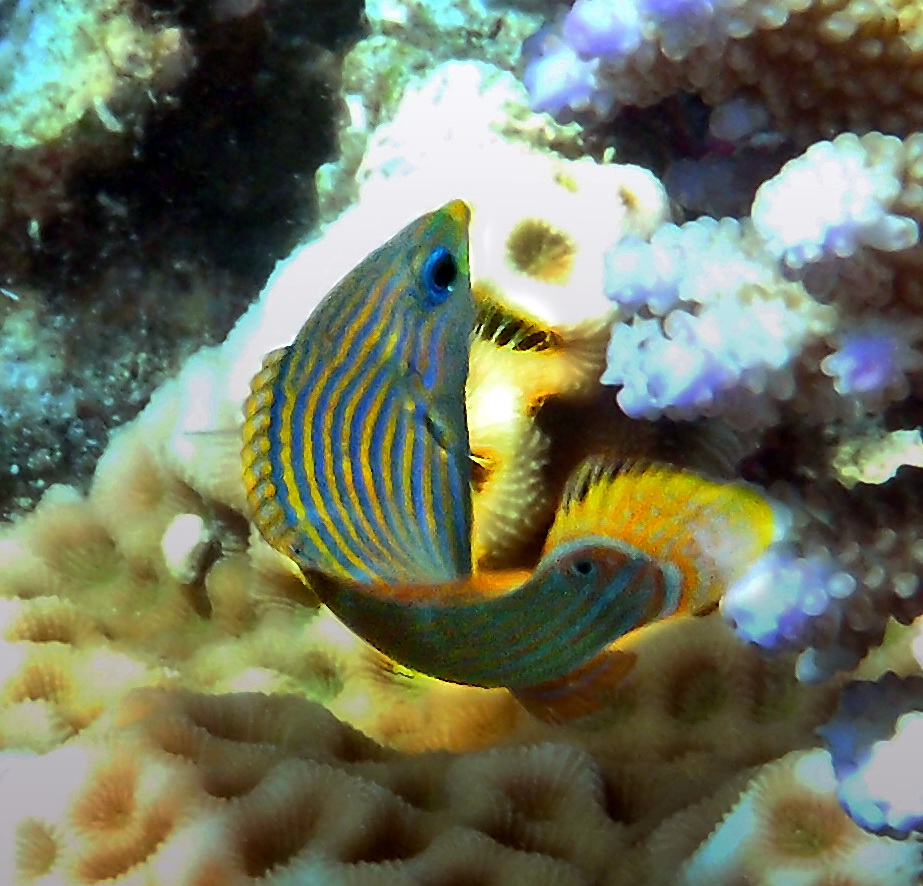
Cá cái

H. vrolikii ban đầu được xem là một loài hợp lệ, nhưng Kuiter (2010) cùng Allen và Erdmann (2012) chỉ công nhận H. vrolikii là danh pháp đồng nghĩa của H. chrysotaenia. Cơ sở dữ liệu trực tuyến Catalog of Fishes và FishBase cũng đã công nhận điều này. Parenti và Randall (2011) thì cho rằng H. chrysotaenia là đồng nghĩa của Halichoeres melanurus nhưng đa phần các nhà ngư học đều coi chúng là hai loài riêng biệt.

## Phạm vi phân bố và môi trường sống
Theo Catalog of Fishes, H. chrysotaenia được phân bố tại Maldives và Sri Lanka; biển Andaman (dọc theo bờ biển Myanmar và Thái Lan); đảo Sumatra và Java (Indonesia). Ngoài ra, loài này còn được ghi nhận tại Philippines (dưới danh pháp H. vrolikii) và đảo Pulau Bidong (Malaysia). Ở Việt Nam, H. chrysotaenia được ghi nhận tại đảo Phú Quốc, quần đảo An Thới và quần đảo Nam Du (Kiên Giang).
H. chrysotaenia sống trong các thảm cỏ biển và bờ biển đá, thường là những nơi có ít san hô phát triển.

## Mô tả
H. chrysotaenia có chiều dài cơ thể lớn nhất được ghi nhận là 13 cm.